# Sheila Jordan
Sheila Jeannette Jordan (Detroit, Míchigan, 18 de noviembre de 1928–Nueva York, 11 de agosto de 2025) fue una cantante de jazz estadounidense.

## Biografía
Sheila Dawson comenzó a cantar desde muy joven en diferentes clubs de Detroit. Más tarde se convirtió en miembro del trío vocal Skeeter, Mitch and Jean. 
Al principio de los años 50 se instala en Nueva York. Una vez en Nueva York, trabaja de día como mecanógrafa en una agencia de publicidad. Los lunes y los martes por la noche Jordan actúa en un bar gay en el Greenwich Village llamado Page Three. Allí trabajó con el pianista Herbie Nichols y el bajista Steve Swallow. 
En esos años estudia con Lennie Tristano. Jordan conoció al bajo Charles Mingus, y al batería Max Roach. Mingus le presentó al pianista Lennie Tristano, y estudió con él durante tres años. Él la ayudó a mejorar su fraseo escuchando a Parker y Lester Young tocar sus solos. También inculcó en Jordan la importancia de seguir el propio camino en la vida. 
Se traslada a un loft en Manhattan, en la calle 26 que se convirtió en un lugar popular para jam sessions nocturnas. La vida era bella; ella salía con regularidad con Charlie Parker, yendo a sus conciertos y, a menudo Bird la presentaba como "la cantante con un oído de un millón de dólares." Bird también tenía las orejas de oro, y apreciaba su sonido y estilo original cuando la escuchaba. El loft de Jordan se convirtió en un refugio seguro para Parker. Lo utilizaba para llevar docenas de álbumes clásicos que escucharon juntos durante horas. "No pasaba nada romántico entre nosotros", dice Sheila. "Sólo le quería y amaba su música." Se casa con Duke Jordan el pianista de la orquesta de Charlie Parker, del que se separa después del nacimiento de su hija Traci y se divorcian en 1957. 
En esa época asiste a la decadencia personal de Parker. Jordan comenta al respecto: "Estaba con Bird la noche en que no lo dejaron entrar en el Birdland. No le dejaron entrar por la forma en que estaba vestido. Llevaba una camiseta sucia. Estaba tan herido. Se volvió hacia mí y dijo: "¿puedes creer que no me dejan entrar en el club que lleva mi nombre?" Fuimos a un salón recreativo después de haber sido rechazado". Bird estaba en una espiral descendente; murió unos meses más tarde, a los 34 años.

Al principio de los años 1960, Sheila Jordan realiza sus primeros discos, como The Outer View con George Russell que contiene una versión célebre de You Are My Sunshine. Luego canta a menudo en iglesias; participa en el grupo del trombonista Roswell Rudd, canta a dúo con Jeanne Lee y contribuye a la ópera jazz Escalator over the Hill de Carla Bley. Pero el estilo y el sonido de Jordan no tenían el atractivo generalizado de vocalistas como Sarah Vaughan, June Christy, Carmen McRae y Anita O'Day. De hecho, la carrera de Jordan se detuvo, y ella comenzó a beber en exceso. Hizo intentos de dejar la bebida, pero que tuvo que soportar ocho años de infierno antes de conseguirlo para siempre en 1978. Se unió a Alcohólicos Anónimos, y ha estado sobria desde entonces. 

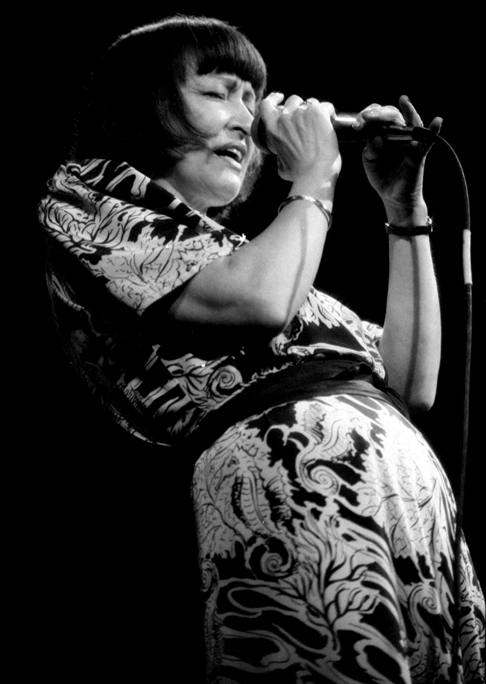
Sheila Jordan al Great American Music Hall de San Francisco en 1985.

A mediados de los años 70, canta regularmente con Roswell Rudd. En 1977 graba un álbum con Arild Andersen. A partir de 1978 se dedica en exclusiva a la música y comienza a trabajar en otros clubes de jazz de Nueva York como el Birdland, el Village Vanguard, y el Blue Note. Tiene una gran demanda de actuaciones en el circuito nacional e internacional de festivales. Ha actuado en festivales de jazz en Austria, Checoslovaquia, Inglaterra, Italia y Japón.
Hacia el final de los años 70, se hizo acompañar por el trío del pianista Steve Kuhn. También acompaña regularmente a George Gruntzen por Europa. En 1983 fue editado su primer álbum en dúo, en colaboración con el bajo Harvie Swartz (Old Time Feeling).
En 1998 se integra con el trío de Steve Kuhn (con Steve Kuhn, David Finck y Billy Drummond) y participa también, en compañía de Theo Bleckmann, en el álbum dedicado al recuerdo de Charlie Parker y Miles Davis.
Jordan ha dirigido los talleres de jazz, a partir de 1978, en el City College de Nueva York, se ha ocupado con Jay Clayton de los programas del festival Jazz en julio en la Universidad de Massachusetts y ha dado cursos en la Universidad Stanford. Judi Silvano y Sabine Kühlich han sido algunas de sus alumnas.
En 1995 el cineasta Cade Bursell hizo un documental sobre Jordan titulado "Sheila Jordan: En la voz de una mujer". Su biografía, "Jazz Child: A Portrait of Sheila Jordan", escrita por la vocalista y educadora Ellen Johnson se ha publicado en 2014, coincidiendo con su 86 aniversario.

## Estilo musical
La voz de Jordan es tan delicada como una abeja haciendo el amor con una flor. Su voz gotea en los oídos como miel caliente de una cuchara. Ella prefiere trabajar únicamente con un bajo, un formato evitado por la mayoría de los cantantes; que deja muy expuestos a los dos músicos, pero Jordan siempre ha vencido en el desafío. "Me gusta el sonido de ese instrumento de cuerda", afirma. "Me gusta la sensación de libertad que experimento mientras canto con el bajo. Siempre me ha gustado trabajar con ese sonido ".

## Reconocimientos
- 2006 Manhattan Association of Cabarets & Clubs Lifetime Achievement Award
- 2007 International Association for Jazz Education Humanitarian Award
- 2008 Mary Lou Williams' Women in Jazz for Lifetime of Service
- 2010 New York Nightlife Award - Outstanding Jazz Vocalist
- 2012 National Endowment for the Arts Jazz Master Award - Lifetime Honors Award

## Discografía

### Como líder
- Portrait of Sheila (Blue Note 1963)
- Confirmation (East Wind, 1975)
- Sheila (SteepleChase 1977)
- Playground - Steve Kuhn/Sheila Jordan Band (ECM, 1980)
- Last Year's Waltz - Steve Kuhn Quartet (ECM, 1981)
- Old Time Feeling (Muse (1982)
- The Crossing (Blackhawk, 1984)
- Body and Soul (CBS/Sony 1986)
- Lost and Found (Muse 1989)
- Songs From Within (MA Recordings 1989)
- One for Junior (Muse 1991)
- Heart Strings (Muse 1993)
- Jazz Child - Steve Kuhn Trio (1998)
- Jazz Child (HighNote 1999)
- Sheila's Back In Town (Splasc(h)] 2000)
- From the Heart (32 Records, 2000)
- Straight Ahead (YVP/Splasc(h), 2000)
- I've Grown Accustomed to the Bass (HighNote, 2000)
- The Very Thought of Two (MA Recordings, 2000)
- Little Song - Steve Kuhn Trio (2002)
- Little Song (HighNote, 2003)
- Believe in Jazz (ELLA Productions] 2004)
- Celebration - Live at the Triad (High Note, 2005)
- Winter Sunshine (Justin Time 2008)

### Como vocalista invitada
Con Carla Bley
- Escalator over the Hill (JCOA, 1971)

Con Cameron Brown
- Here and How! (OmniTone 1997)

Con Jane Bunnett
- The Water Is Wide (1993)

Con George Gruntz
- Theatre (ECM, 1983)

Con Bob Moses
- When Elephants Dream Of Music (Rykodisc 1982)

Con Roswell Rudd
- Flexible Flyer (Arista/Freedom 1974)

Con Steve Swallow
- Home (ECM, 1980)